# 차오툰진

차오툰진의 위치

차오툰진(중국어: 草屯鎮, 병음: Cǎotún Zhèn)은 중화민국 난터우현의 진이다. 넓이는 104.0327km2이고, 인구는 2015년 8월 기준으로 98,817명이다.

## 지리
난터우현의 북서쪽에 위치하고 동쪽으로 궈싱향, 서쪽으로 마오뤄 계(貓羅溪)를 사이에 두고 장화현 펀위안향, 북쪽으로 우시(烏溪)를 사이에 두고 타이중현 우펑구, 우르구, 남쪽으로 난터우시와 접한다.

## 역사
차오툰진은 한족이 이주하기 전에는 홍아평포족(Hoamya), 아리쿤족(Arikun), 타우사바타(Tausabata)의 활동 영역이었다. 청대가 되어 한족이 이곳에 이주 하면서 홍(洪), 이(李), 임(林), 간(簡)의 4성의 사람들이 가이수 계곡(概溯渓谷)을 거슬러 올라가면서 개발하였다. 일본 통치 시기에는 차오셰둔 구, 신좡 구, 투청 구가 이곳에 설치되었다. 옛 이름인 차오셰둔(草鞋墩)은 짚신 생산이 주요 산업인 것에서 명명된 것이다. 그 후 1938년에 차오셰둔 가로 승격했고 2차 대전 후에 차오툰진으로 개칭되어 현재에 이르고 있다.

## 교통
- 국도 3호선
- 국도 6호선